# Jon Spaihts
Jon Spaihts (geboren im 20. Jahrhundert in New York City) ist ein US-amerikanischer Drehbuchautor.

## Leben
Spaihts war bereits in seiner Kindheit von Literatur der Phantastik und dem Genre Science-Fiction begeistert und begann bald darauf, seine eigenen Geschichten zu schreiben. Er besuchte die Princeton University und studierte anfänglich Physik, wechselte aber in den Bereich Politische Philosophie, da er sich davon mehr Freiheiten als Autor versprach. Nach Kameraarbeiten innerhalb einer kleinen Firma spezialisierte er sich auf Drehbücher, ohne eine entsprechende Ausbildung in dem Bereich vorweisen zu können.
Von ihm stammt das Drehbuch des 2011 erschienenen Darkest Hour sowie des 2012 veröffentlichten Prometheus – Dunkle Zeichen. Für seine folgende Arbeit an Doctor Strange wurde er 2017 für den Saturn Award nominiert, gekürt wurde jedoch Eric Heisserer für Arrival. Zusammen mit Denis Villeneuve und Eric Roth schrieb Spaihts das Drehbuch für Dune, einer Neuverfilmung des Sci-Fi-Klassikers von Frank Herbert, und der direkten Fortsetzung Dune: Part Two (2024).
Im Jahr 2022 wurde er in die Academy of Motion Picture Arts and Sciences (AMPAS) berufen, die alljährlich die Oscars vergibt.
Spaihts ist seit 2011 mit der Schauspielerin Johanna Watts verheiratet. Sie haben ein gemeinsames Kind.

## Filmografie (Auswahl)
- 2011: Darkest Hour (The Darkest Hour)
- 2012: Prometheus – Dunkle Zeichen (Prometheus)
- 2016: Doctor Strange
- 2016: Passengers
- 2021: Dune
- 2024: Dune: Part Two

## Auszeichnungen
British Academy Film Awards
- 2022: Nominierung für das Beste adaptierte Drehbuch (Dune)

Oscar
- 2022: Nominierung für das Beste adaptierte Drehbuch (Dune)

Writers Guild of America Award
- 2022: Nominierung für das Beste adaptierte Drehbuch (Dune)[3]
- 2025: Nominierung für das Beste adaptierte Drehbuch (Dune: Part Two)[4]